# Episodi di That '70s Show (prima stagione)
La prima stagione della serie televisiva That '70s Show è andata in onda negli Stati Uniti sul canale FOX dal 23 agosto 1998 al 26 luglio 1999, mentre in Italia è stata trasmessa da Jimmy ed MTV.
| nº | Titolo originale        | Titolo italiano              | Prima TV USA      | Prima TV Italia  |
| -- | ----------------------- | ---------------------------- | ----------------- | ---------------- |
| 1  | That '70s pilot         | Pilot                        | 23 agosto 1998    | 30 novembre 1999 |
| 2  | Eric's Birthday         | Il compleanno di Eric        | 30 agosto 1998    |                  |
| 3  | Streaking               | Una protesta eclatante       | 6 settembre 1998  |                  |
| 4  | Battle of the Sexists   | La battaglia dei sessisti    | 20 settembre 1998 |                  |
| 5  | Eric's Burger Job       | Falso Burger                 | 27 settembre 1998 |                  |
| 6  | The Keg                 | Il fusto di birra            | 25 ottobre 1998   |                  |
| 7  | That Disco Episode      | In discoteca                 | 8 novembre 1998   |                  |
| 8  | Drive-In                | Drive-In                     | 15 novembre 1998  |                  |
| 9  | Thanksgiving            | Il giorno del Ringraziamento | 22 novembre 1998  |                  |
| 10 | Sunday, Bloody Sunday   | Domenica, maledetta domenica | 29 novembre 1998  |                  |
| 11 | Eric's Buddy            | L'amico di Eric              | 6 dicembre 1998   |                  |
| 12 | The Best Christmas Ever | Un Natale indimenticabile    | 13 dicembre 1998  |                  |
| 13 | Ski Trip                | Gita sulla neve              | 17 gennaio 1999   |                  |
| 14 | Stolen Car              | L'auto rubata                | 24 gennaio 1999   |                  |
| 15 | That Wrestling Show     | L'incontro di wrestling      | 7 febbraio 1999   |                  |
| 16 | First Date              | Il primo appuntamento        | 14 febbraio 1999  |                  |
| 17 | The Pill                | La pillola                   | 21 febbraio 1999  |                  |
| 18 | Career Day              | Al lavoro con mamma e papà   | 28 febbraio 1999  |                  |
| 19 | Prom Night              | La sera del ballo            | 7 marzo 1999      |                  |
| 20 | A New Hope              | Una nuova speranza           | 14 marzo 1999     |                  |
| 21 | Water Tower             | Il serbatoio dell'acqua      | 14 giugno 1999    |                  |
| 22 | Punk Chick              | Una pupa punk                | 21 giugno 1999    |                  |
| 23 | Grandma's Dead          | La nonna è morta             | 12 luglio 1999    |                  |
| 24 | Hyde Moves In           | A proposito di Hyde          | 19 luglio 1999    |                  |
| 25 | The Good Son            | Che bravo ragazzo!           | 26 luglio 1999    |                  |